# Mister Browne contro l'Inghilterra
Mister Browne contro l'Inghilterra (Carlton-Browne of the F.O.) è un film britannico del 1959 diretto da Roy Boulting e Jeffrey Dell.